# Ventspils
Ventspils (deutsch Windau, livisch Vǟnta) ist eine Hafenstadt im Westen Lettlands an der Einmündung des Flusses Venta (deutsch ebenfalls Windau) in die Ostsee. Sie ist eine der neun lettischen Republik-Städte und mit 33.064 Einwohnern (Stand 1. Januar 2022) die sechstgrößte Stadt des Landes.

## Geschichte
Die Region an der Mündung der Venta war ursprünglich vom nach ihr benannten Stammesverband der finno-ugrischen Wenden bewohnt, aber seit dem frühen 11. Jahrhundert von baltischen Kuren erobert und besiedelt, gehörte zur kurischen Landschaft Ventava. Hier bestand eine Siedlung namens Sagare, die im Vertrag zur Teilung des Gebiets Nordkurland von 1253 schriftlich erwähnt wurde und nach der Ventava auch manchmal Saggara genannt wurde. 1290 wurde die Burg „Winda“ des Livländischen Ordens als Zentrum der Kommende Windau fertiggestellt. Die Hafenstadt gehörte zeitweise der Hanse an. 1378 erhielt Ventspils das Stadtrecht.
Als Teil des Herzogtum Kurland entwickelte sich Ventspils besonders in der Zeit Jakob Kettlers ab 1642 zu einem Zentrum des Schiffbaus. 44 Kriegsschiffe und 79 Handelsschiffe wurden gebaut; von Ventspils aus startete eine Flotte, um Gambia und Tobago zu kolonialisieren. Metall-, bernstein- und holzverarbeitende Betriebe brachten die Stadtentwicklung voran.
Während des Großen Nordischen Krieges wurde Ventspils zerstört. Die meisten der verbliebenen Einwohner fielen 1711 Seuchen zum Opfer. 1795 kam Kurland im Zuge der Dritten polnischen Teilung unter russische Herrschaft. Erst 1850 wurden Schiffbau und Handel wieder wichtig; der Hafen wurde 1890 modernisiert und per Eisenbahn mit Moskau verbunden. Er entwickelte sich zu einem der profitabelsten Häfen Russlands mit einem Erlös von 130 Millionen Rubel im Jahr 1913. Die Einwohnerzahl wuchs stetig und lag 1913 bei 29.000.

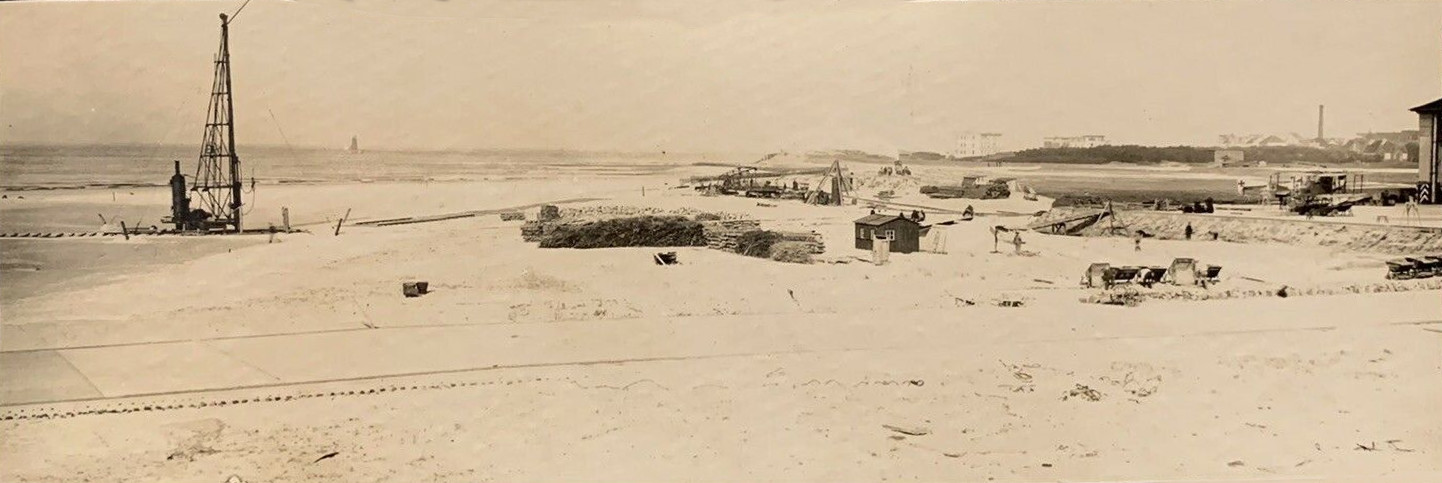
Feldbahn auf dem Flugplatz Windau, 1914–1918

Im Ersten Weltkrieg wurden viele Einwohner ins Innere Russlands zwangsevakuiert. Ab Frühjahr 1915 war Ventspils deutsch besetzt. Seit 1918 gehörte die Stadt zur Republik Lettland.
Infolge des deutsch-sowjetischen Nichtangriffspaktes wurde Lettland von der Sowjetunion gezwungen, am 5. Oktober 1939 einem Protokoll zuzustimmen, demzufolge die Rote Armee unter anderem den „Schutz“ der Küsten des unabhängigen Lettland übernahm. Noch im selben Monat installierte die Rote Armee einen Stützpunkt in Ventspils.
Von 1941 bis 1945 war die Stadt von der deutschen Wehrmacht besetzt. Im Juli 1941 wurden mindestens 120 jüdische Männer im Alter zwischen 16 und 60 Jahren von „Selbstschutzleuten“ bzw. von Mitgliedern einer Einsatzgruppe der Sicherheitspolizei und des SD ermordet. Am 6. September 1941 folgte die Ermordung von 183 jüdischen Frauen und Kindern durch ein „lettisches Kommando“. Der Festungs- und Ortskommandant Eric Schlubach hatte eine Anweisung bekommen, sich „in das Treiben dieser Elemente nicht einzumischen“. Die ehemalige Synagoge in der Sinagogas iela 9, 1856 errichtet, wurde später umgebaut und mit der Vernichtung der jüdischen Gemeinde im Zweiten Weltkrieg profaniert.
Unter sowjetischer Herrschaft wurde eine Öl-Pipeline nach Ventspils errichtet, und die Stadt avancierte zu einem der wichtigsten Häfen für den Erdöl-Export der UdSSR.
Durch die Einnahmen des Hafens ist Ventspils heute eine der wohlhabendsten Städte Lettlands.

## Wirtschaft
Ventspils hat einen eisfreien Hafen, der beim Güterumschlag an zweiter Stelle der lettischen Häfen (nach Riga) steht. Im Jahr 2016 wurden in Ventspils 30 % der lettischen Importe und Exporte über See umgeschlagen. Der Hafen von Ventspils ist der wichtigste Umschlagort für russisches Öl und Kohle an der Ostsee.
In der Stadt wurde mit Unterstützung der Europäischen Union der Business Inkubator Ventspils geschaffen, ein Technologie- und Innovationszentrum zur regionalen Förderung von Unternehmensneugründungen im Hochtechnologiebereich.

## Verkehr
Die Reederei Stena Line betreibt eine Fährverbindung nach Nynäshamn bzw. Stockholm Norvik (Schweden). Die Sommer-Verbindung zur estnischen Insel Saaremaa wurde 2009 eingestellt.
Mit Riga und weiteren lettischen Städten ist Ventspils durch Fernbuslinien verbunden. Der Personenverkehr auf der weiterhin für den Güterverkehr genutzten Eisenbahnstrecke zwischen Riga und Ventspils wurde am 15. Februar 2010 eingestellt. Das 1901 eröffnete Empfangsgebäude des Bahnhofs Ventspils I wurde als Baudenkmal 2013 restauriert.
Der 1975 eröffnete Internationale Flughafen Ventspils ist einer der drei namhaften Flughäfen Lettlands (neben denen von Riga und Liepāja).

## Bildungswesen
An der 1997 gegründeten Hochschule Ventspils (Ventspils Augstskola) gibt es Fakultäten für Wirtschaft, IT und Übersetzung, im akademischen Jahr 2017/2018 mit etwa 900 Studenten. Seit 2007 nimmt die Hochschule am europaweiten Erasmus-Programm teil. Die engsten Kontakte bestehen mit deutschen, norwegischen und dänischen Hochschulen.

## Politik
Bürgermeister von Ventspils war von 1988 bis 2021 Aivars Lembergs. Unter Lembergs ging die Arbeitslosigkeit durch die Einführung von kommunal subventionierten Arbeitsplätzen zurück. In seiner Amtszeit verbesserte sich die ökologische und ökonomische Situation der Stadt wesentlich. Seit 2006 laufen umfangreiche Untersuchungen wegen Bestechlichkeit, Geldwäsche und Amtsmissbrauch gegen ihn, die unter anderem 2007 zu vorübergehender Inhaftierung führten. Er wurde von den USA mit Sanktionen belegt.
Am 6. Juli 2021 wurde Jānis Vitoliņš zu seinem Nachfolger gewählt.

## Sehenswertes
Sehenswert sind die restaurierte Altstadt und der Ostseestrand.
- Das 1290 erstmals erwähnte Schloss des Livländischen Ordens wurde in der zweiten Hälfte des 13. Jahrhunderts errichtet und ist heute das älteste existierende Bauwerk in Ventspils. Nach seiner Restaurierung beherbergt es seit September 2001 einen Teil des Museum von Ventspils, das 1928 an anderer Stelle eröffnet worden war. Zu der Einrichtung gehört auch ein Open-Air-Museum an der Ostseeküste, das sich der Darstellung aller Aspekte des Lebens der lettischen und livischen Fischer und Bauern widmet.
- Die evangelisch-lutherische St.-Nikolaus-Kirche der lettischen evangelisch-lutherischen Kirche in der Tirgus iela 4 ist nach Zar Nikolaus I. benannt, der Geld für ihren Bau spendete. Sie wurde 1834/1835 unter der Leitung des Architekten und Ingenieurobersten Johann Eduard de Vite erbaut. Die Hauptfassade besteht aus Ziegelsteinen und Felsbrocken, einem dreistöckigen Mauerwerk und hat an der Westseite einen quadratischen Turm. Am Haupteingang befindet sich ein Portikus, bestehend aus vier Säulen ionischer Ordnung und einem dreieckigen Giebel.
- Die römisch-katholische Heilig-Kreuz-Kirche in der Jūras iela 32 wurde 1898 im klassizistischen Stil erbaut.
- Die Kirche der Baptisten in der Platā iela 13 wurde 1895 im neugotischen Stil errichtet.[9]
- Die orthodoxe St.-Nikolaus-Kirche in der Plosta iela 10 wurde von 1899 bis 1901 erbaut.[10]

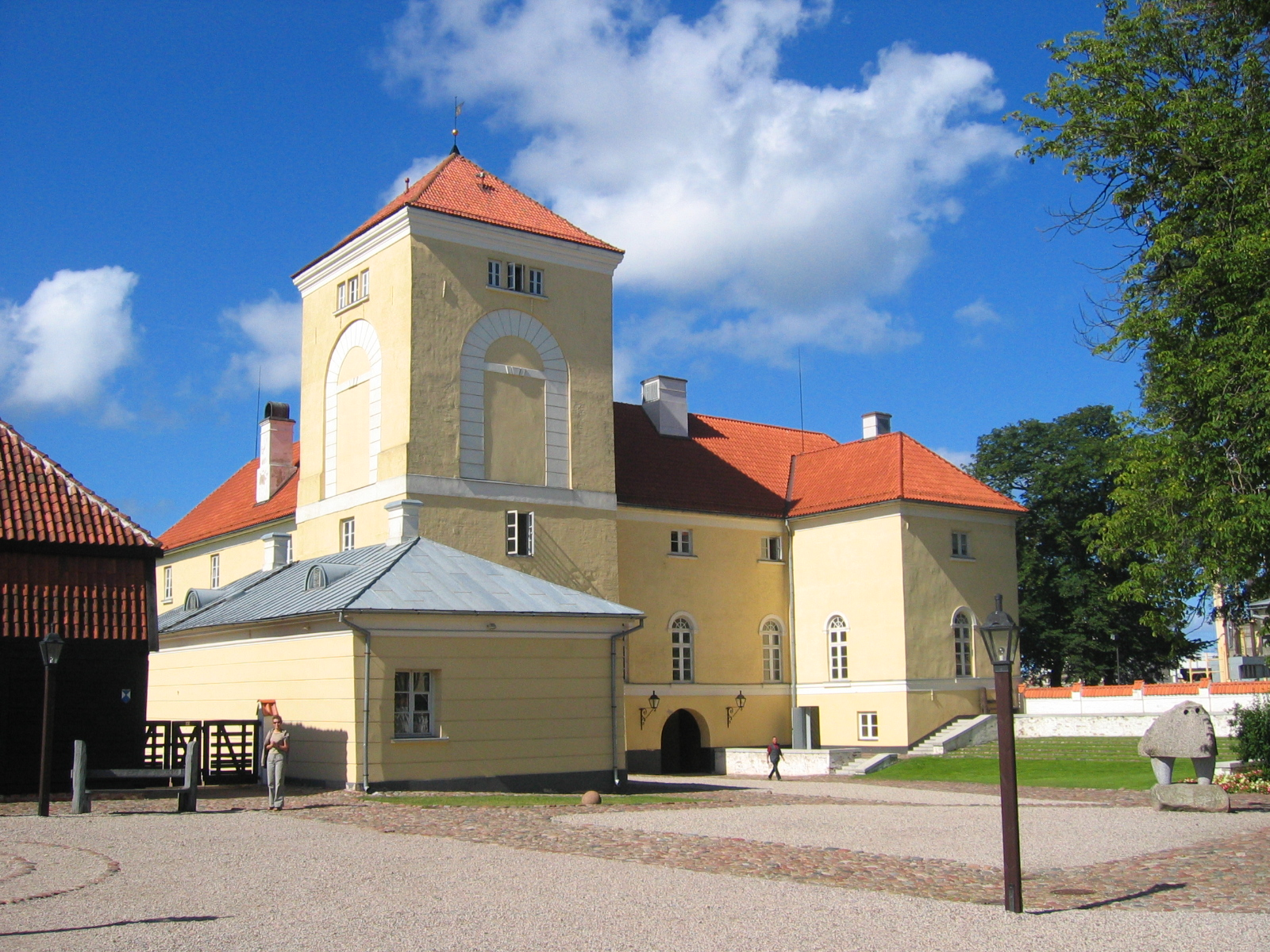
Burg des Livländischen Ordens
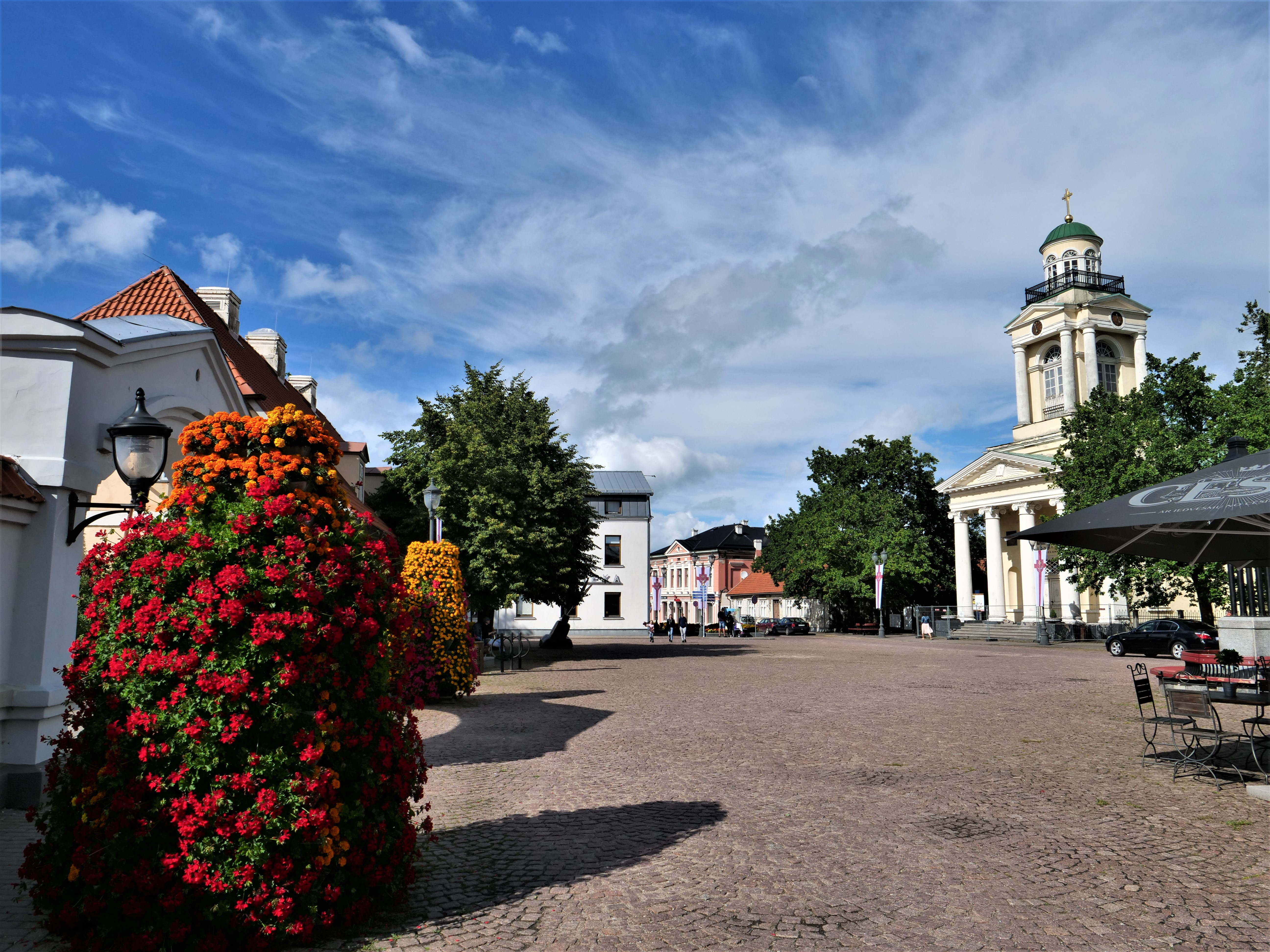
Blick ins Zentrum mit Nikolauskirche
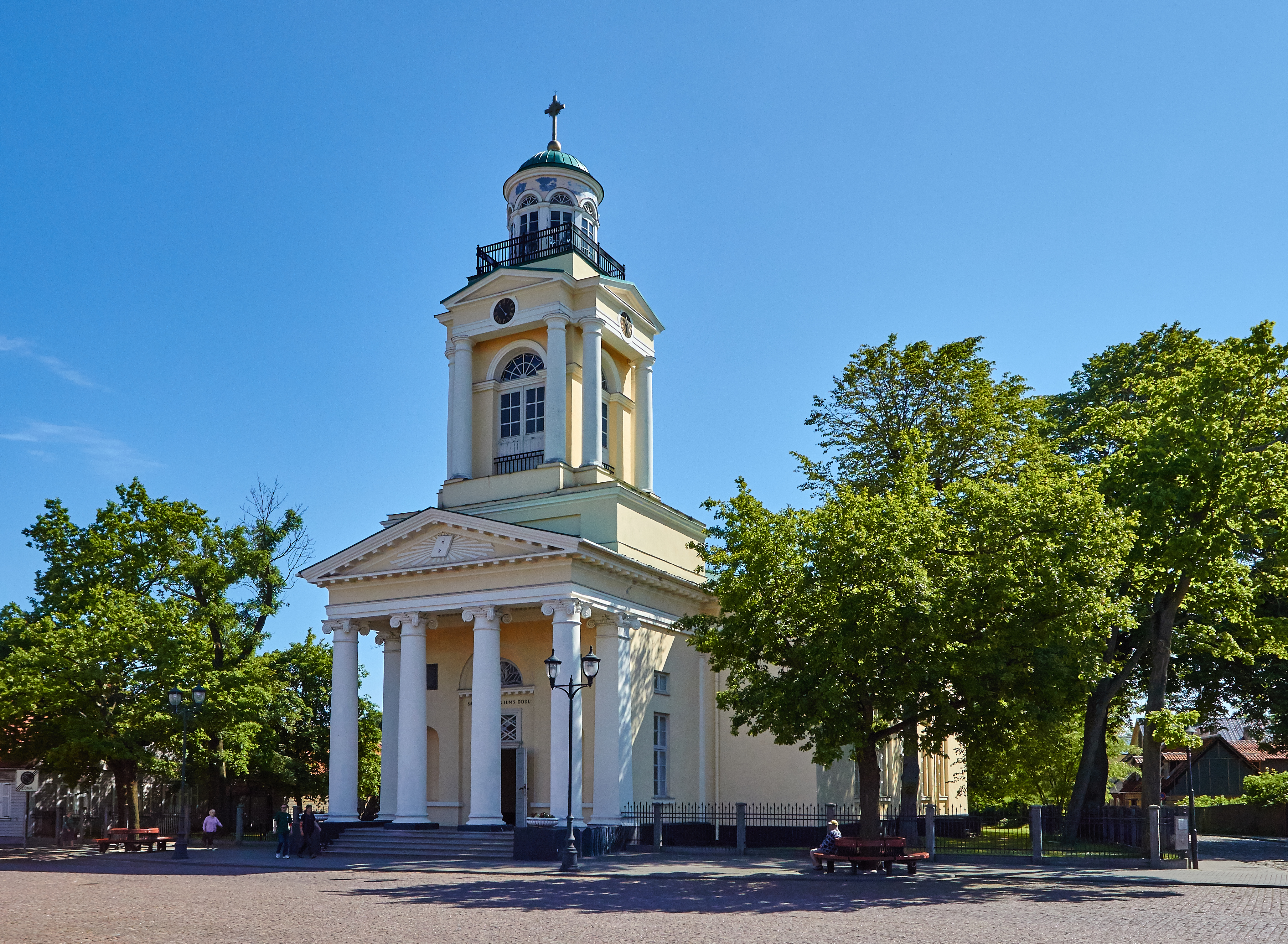
Lutherische Nikolauskirche
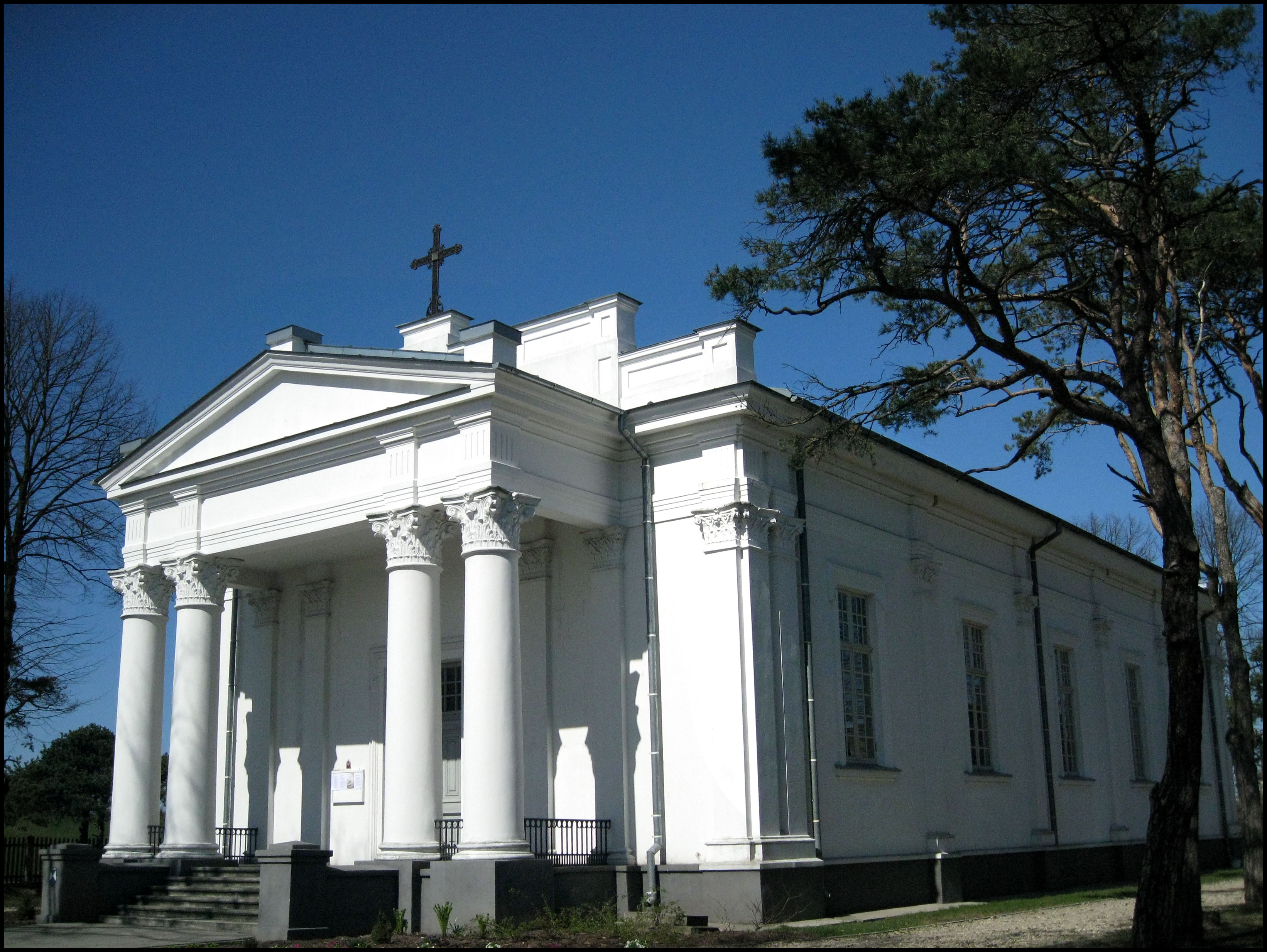
Katholische Heilig-Kreuz-Kirche
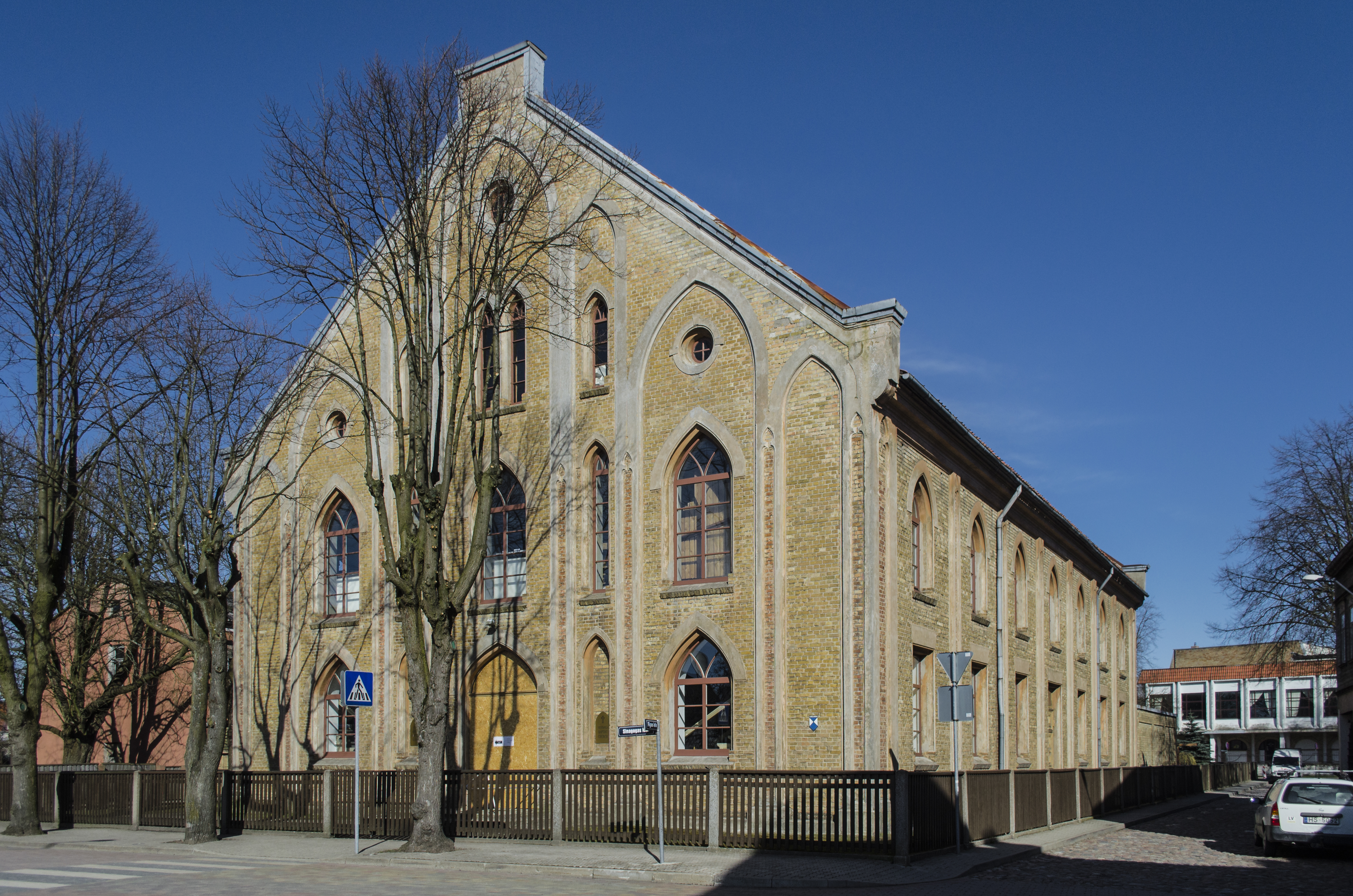
Baptistenkirche
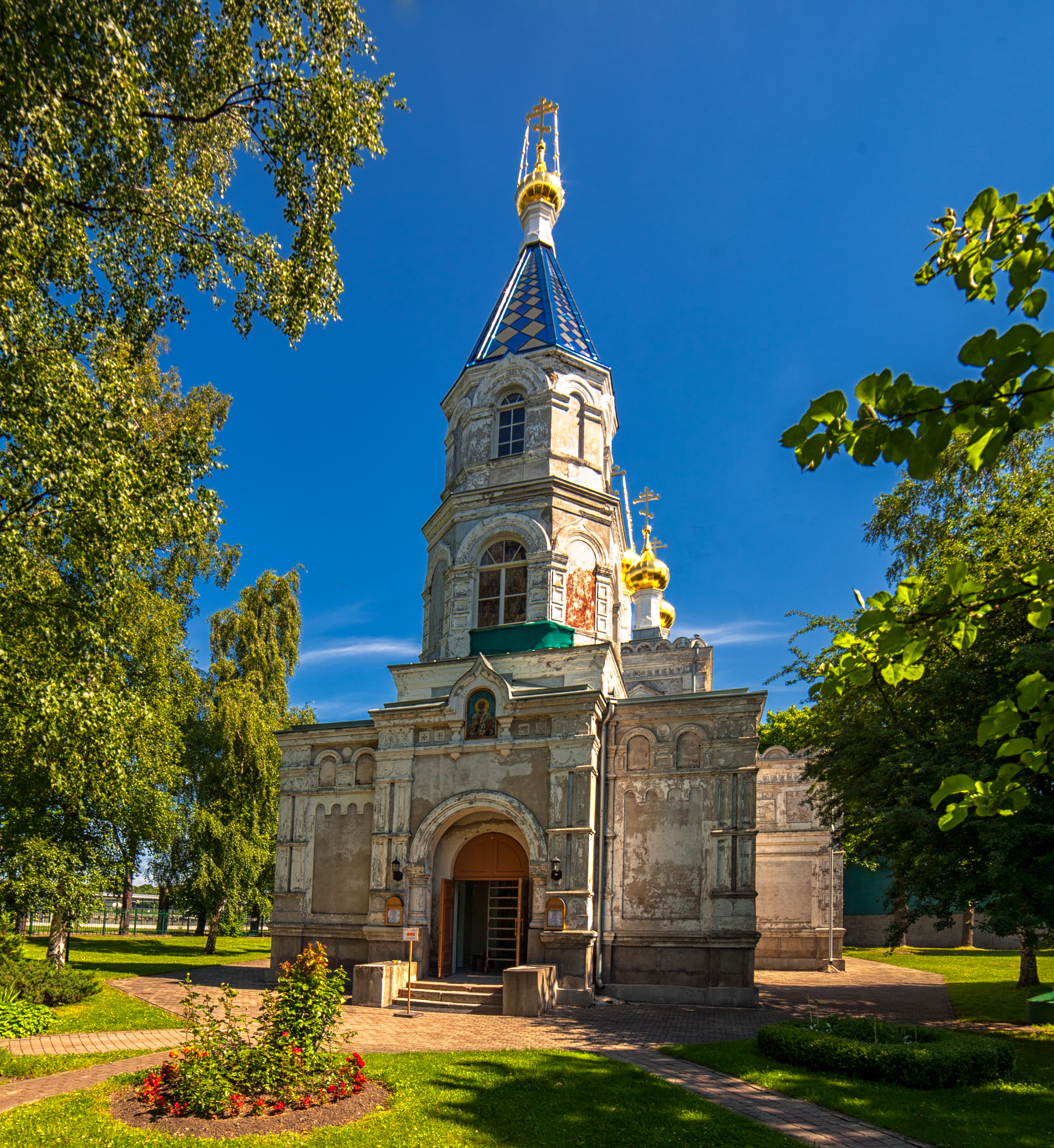
Orthodoxe St.-Nikolaus-Kirche
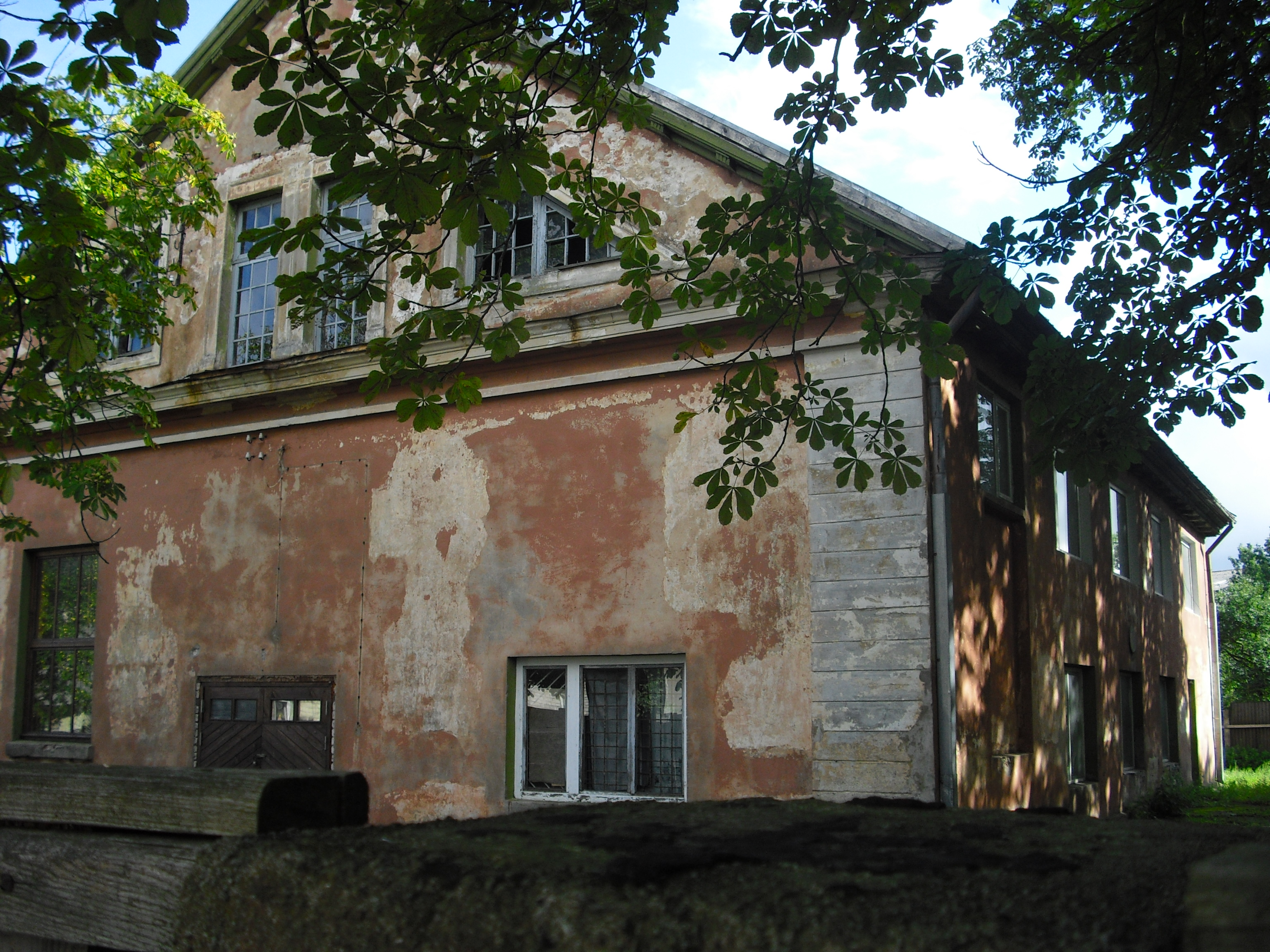
Ehemalige Synagoge von Ventspils
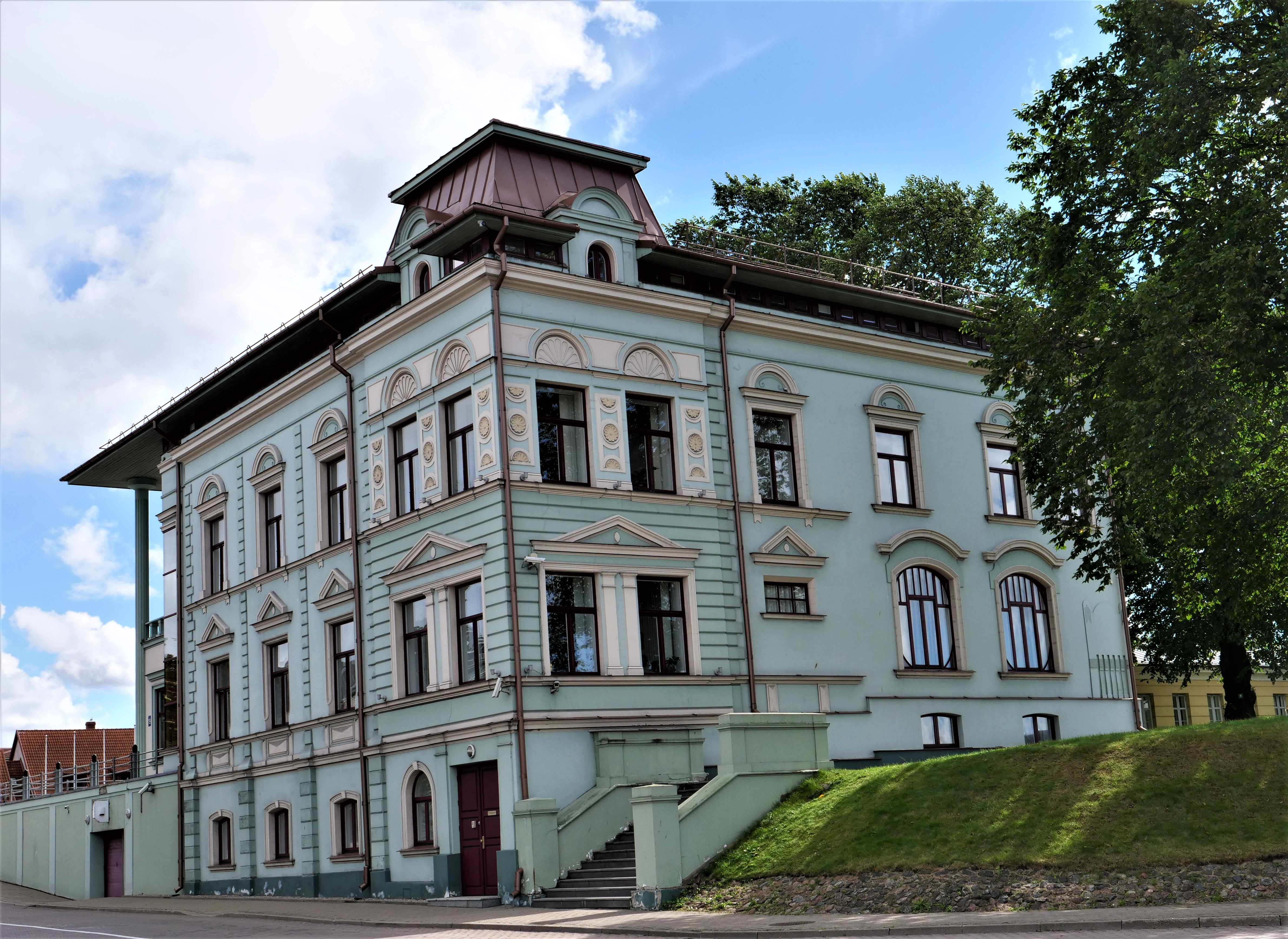
Gebäude an der Hafenpromenade
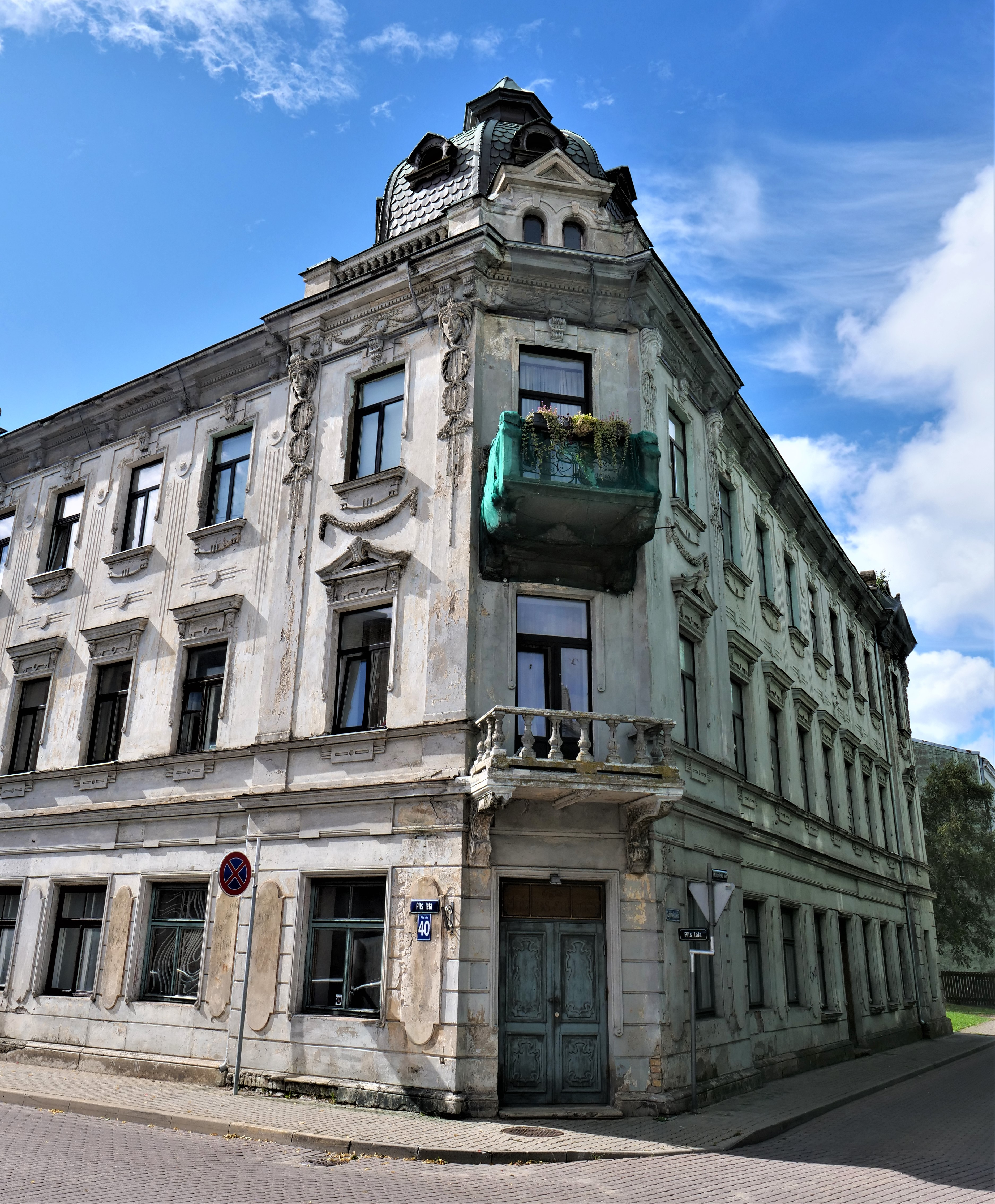
Unrestauriertes Gebäude
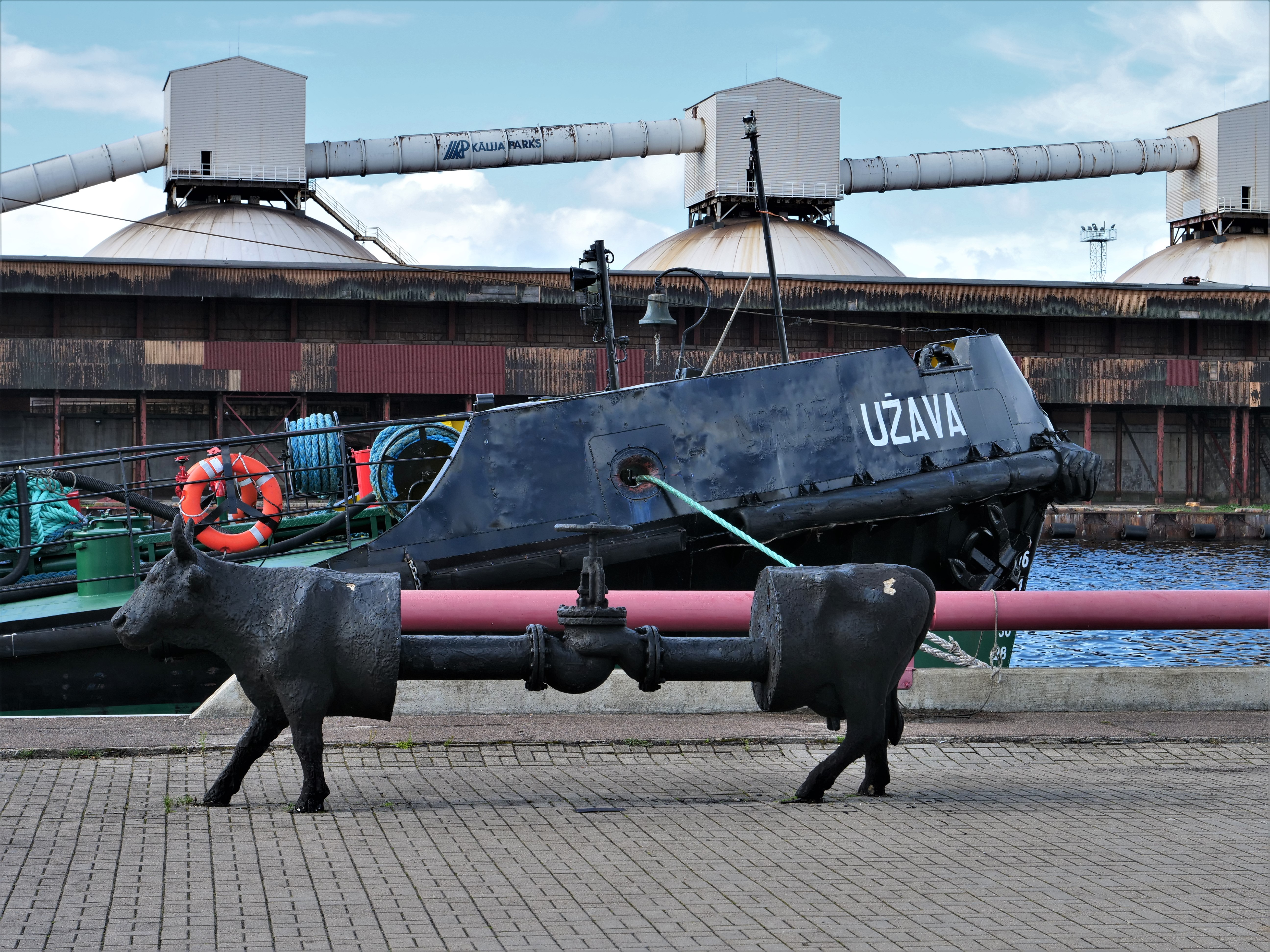
Kunstinstallation an der Hafenpromenade
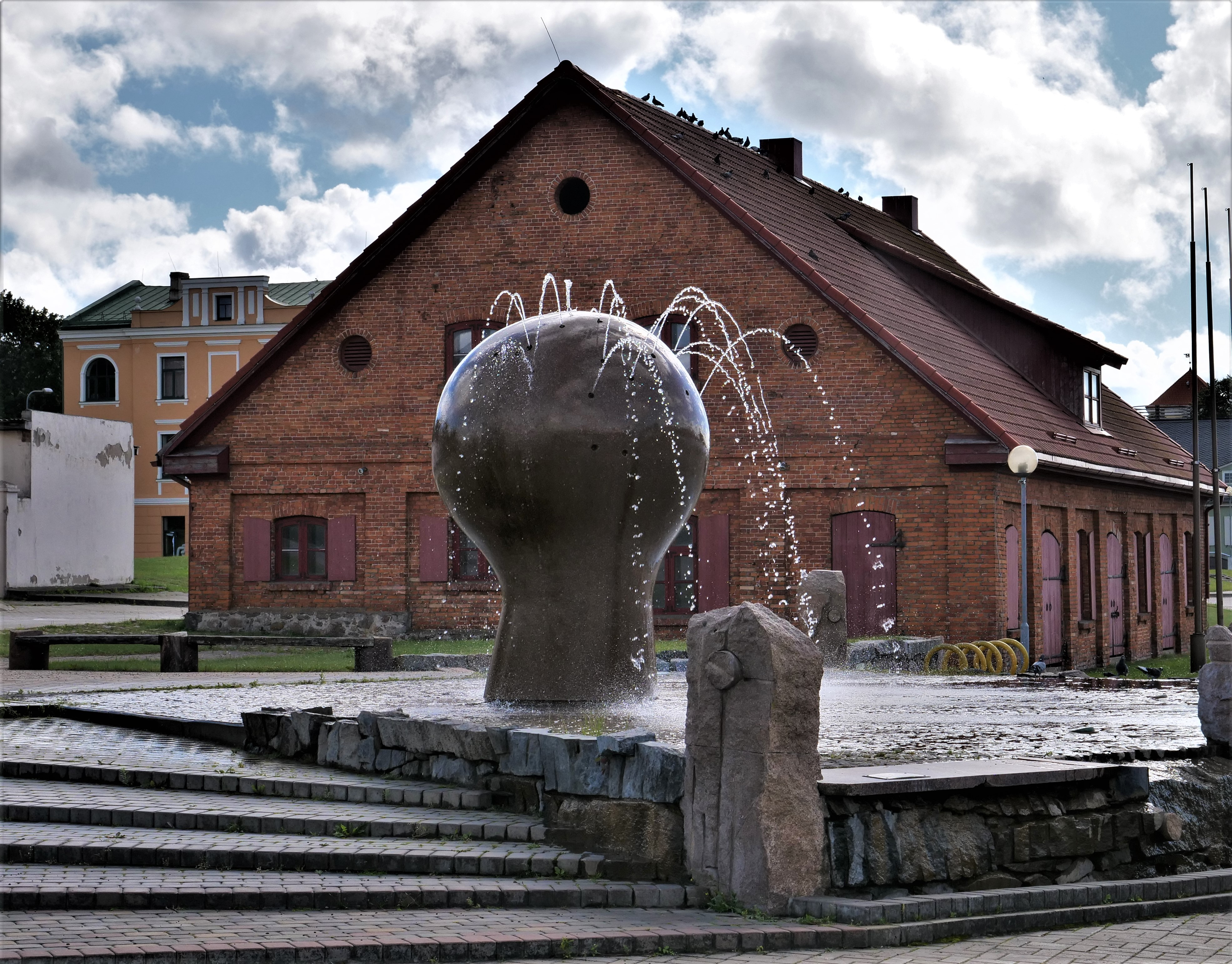
Springbrunnen
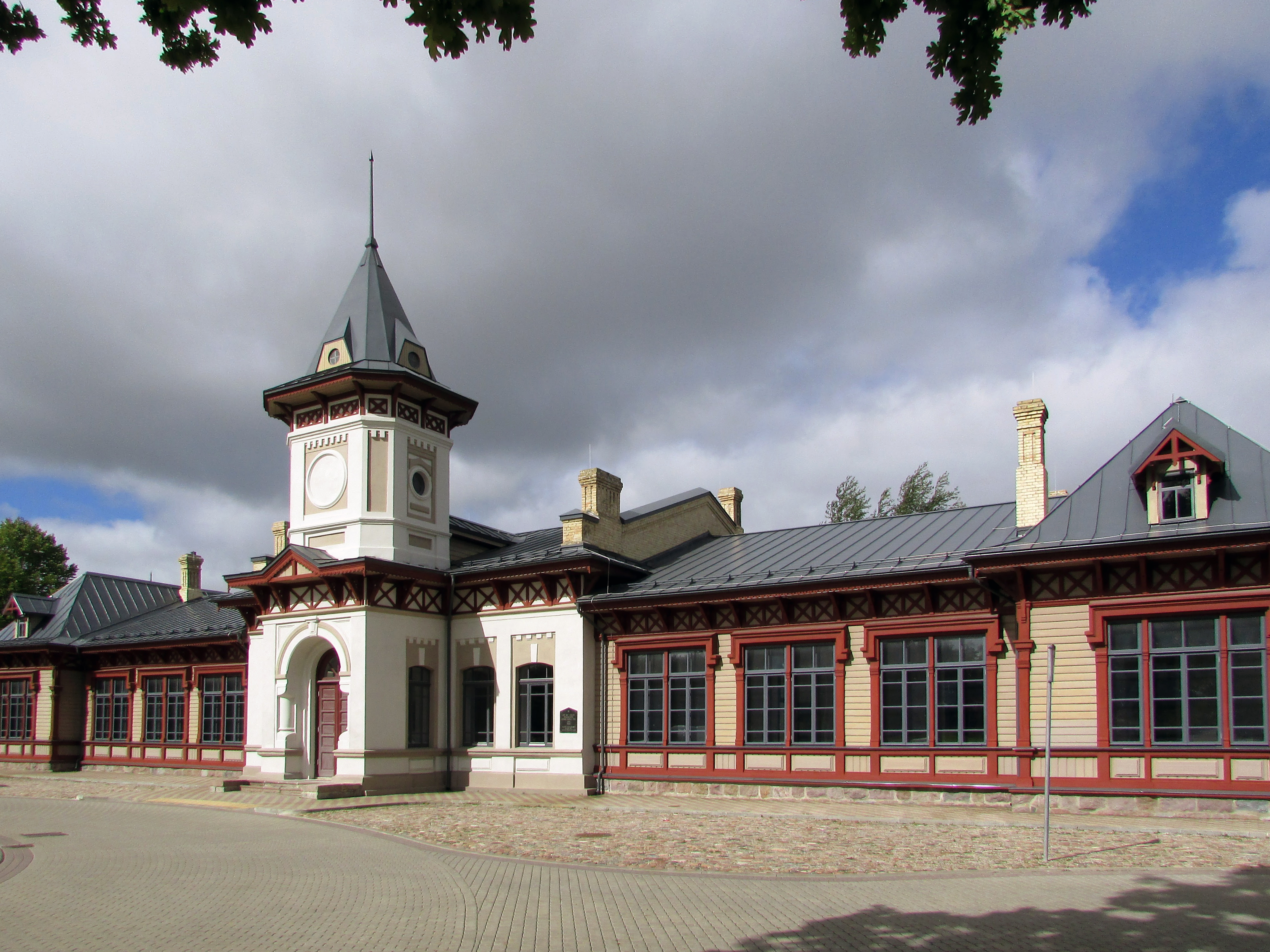
Bahnhof Ventspils I
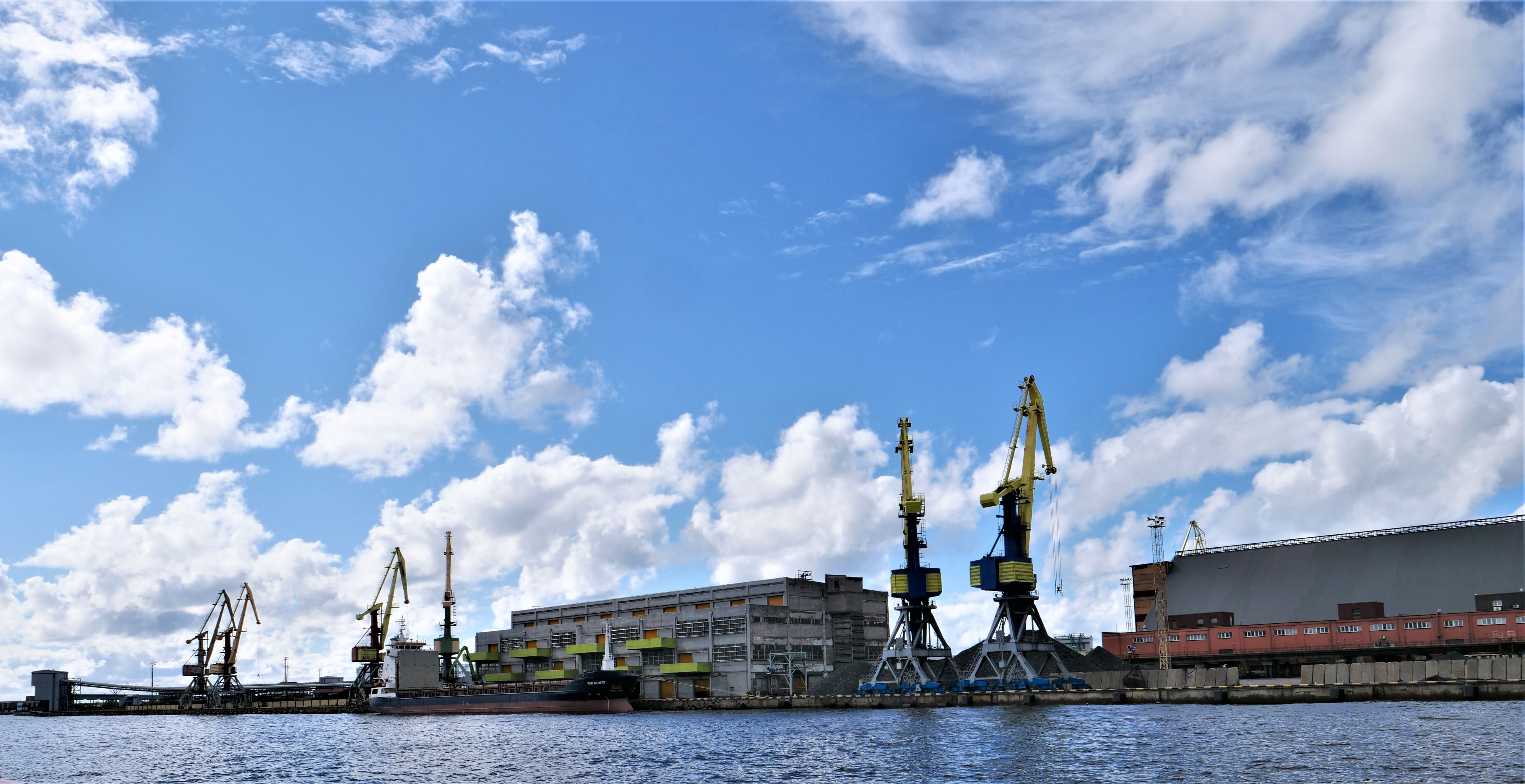
Hafenindustrie an der Venta
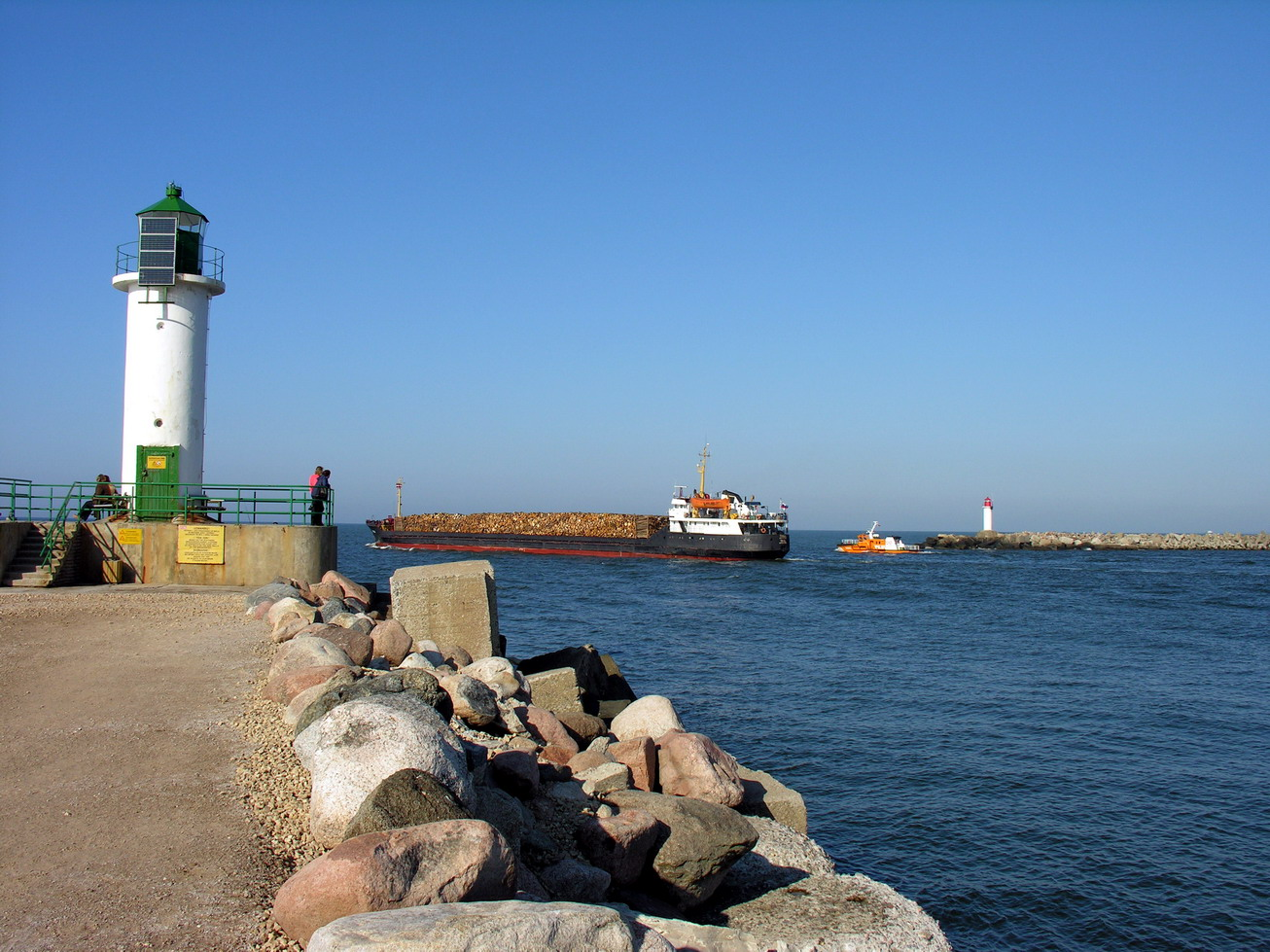
Hafenausfahrt

30 Kilometer nordöstlich von Ventspils befindet sich das Ventspils International Radio Astronomy Center (VIRAC).

## Sport
Ventspils besitzt mit dem Olympiazentrum ein national bedeutsames Sportzentrum, zu dem seit 2004 eine moderne Eissporthalle gehört, die zum Zentrum des lettischen Shorttracks geworden ist. Im Januar 2008 fanden hier die Shorttrack-Europameisterschaften statt.
Der Fußball-Club FK Ventspils gehört zu den lettischen Spitzenvereinen und nimmt an europäischen Wettbewerben teil. Der 1997 gegründete Verein gewann in der Saison 2006 erstmals die lettische Meisterschaft. Noch erfolgreicher ist der Basketball-Verein BK Ventspils, der bereits neunmal lettischer Meister wurde und regelmäßig an Wettbewerben auf europäischer Ebene wie dem ULEB Cup teilnimmt.

## Partnerstädte
- Lorient (Frankreich), seit 1974
- Stralsund (Deutschland), seit 1987
- Västervik (Schweden)

## Söhne und Töchter der Stadt
- Dietrich Reinkingk (1590–1664), deutscher Staatsrechtler und Politiker
- Heinrich Hesselberg (1792–1877), Geistlicher
- August Friedrich Karl von Raison (1843–1915), deutschbaltischer Jurist
- Oskar Waldhauer (1883–1935), deutschbaltischer Archäologe
- Otto Bauer (1878–1936), Unternehmer und Manager
- Fred Rebell (1886–1968), Einhandsegler
- Mozus Levi (1910–vor 1945), Fußballspieler
- Serafim Polenz (1925–2001), Architekt und Denkmalpfleger
- Imant Raminsh (* 1942), kanadischer Komponist, Dirigent und Chorleiter
- Dzintars Ābiķis (* 1952), Politiker
- Ģirts Valdis Kristovskis (* 1962), Politiker
- Sandis Prūsis (* 1965), Bobsportler
- Ēriks Rags (* 1975), Speerwerfer
- Martinš Trautmanis (* 1988), Radrennfahrer
- Māra Grīva (* 1989), Weit- und Dreispringerin
- Andris Smirnovs (* 1990), Radrennfahrer
- Laura Ikauniece-Admidiņa (* 1992), Leichtathletin
- Rolands Štrobinders (* 1992), Leichtathlet
- Kārlis Lasmanis (* 1994), Basketballspieler
- Krists Neilands (* 1994), Radrennfahrer
- Roberto Puķītis (* 1994), Shorttracker
- Rūta Kate Lasmane (* 2000), Leichtathletin
- Roberts Krūzbergs (* 2001), Shorttracker
- Artūrs Šilovs (* 2001), Eishockeytorwart

## Klimatabelle
|                        | Jan   | Feb   | Mär   | Apr  | Mai  | Jun  | Jul   | Aug  | Sep  | Okt  | Nov   | Dez   |   |       |
| Mittl. Temperatur (°C) | −0,9  | −1,4  | 1,3   | 6,0  | 10,3 | 14,4 | 17,7  | 17,7 | 13,8 | 8,6  | 4,0   | 0,9   | ⌀ | 7,7   |
| Mittl. Tagesmax. (°C)  | 0,5   | 0,5   | 3,5   | 8,8  | 13,5 | 17,2 | 20,8  | 21,0 | 16,7 | 10,8 | 5,4   | 2,4   | ⌀ | 10,1  |
| Rekordmaximum (°C)     | 7,1   | 9,3   | 18,6  | 33,5 | 31,7 | 33,1 | 34,8  | 37,8 | 27,3 | 21,2 | 13,9  | 9,4   | ᐃ | 37,8  |
| Mittl. Tagesmin. (°C)  | −2,2  | −3,2  | −1,0  | 3,3  | 7,2  | 11,6 | 14,6  | 14,6 | 11,1 | 6,5  | 2,6   | −0,4  | ⌀ | 5,4   |
| Rekordminimum (°C)     | −20,9 | −22,5 | −15,5 | −4,5 | −1,3 | 1,2  | 1,2   | 7,0  | −1,0 | −4,5 | −14,2 | −18,0 | ᐁ | −22,5 |
|                        |       |       |       |      |      |      |       |      |      |      |       |       |   |       |
| Niederschlag (mm)      | 56,1  | 62,2  | 39,3  | 40,0 | 41,2 | 58,5 | 103,2 | 73,1 | 62,1 | 85,8 | 59,3  | 72,4  | Σ | 753,2 |
|                        |       |       |       |      |      |      |       |      |      |      |       |       |   |       |
| Regentage (d)          | 12,1  | 10,2  | 7,4   | 8,4  | 7,3  | 8,8  | 8,8   | 9,1  | 9,7  | 13,4 | 12,7  | 14,9  | Σ | 122,8 |

| −2,2 |

| −3,2 |

| −1,0 |

| 3,3 |

| 7,2 |

| 11,6 |

| 14,6 |

| 14,6 |

| 11,1 |

| 6,5 |

| 2,6 |

| −0,4 |

| −2,2 |

| −3,2 |

| −1,0 |

| 3,3 |

| 7,2 |

| 11,6 |

| 14,6 |

| 14,6 |

| 11,1 |

| 6,5 |

| 2,6 |

| −0,4 |